# شون سميث (موسيقي)
شون سميث (بالإنجليزية: Shawn Smith)‏ هو موسيقي ومغني وكاتب أغاني أمريكي، ولد في 28 أكتوبر 1965 في سبوكين في الولايات المتحدة، وتوفي في 5 أبريل 2019 بسبب تسلخ الأبهر.

## وصلات خارجية
- الموقع الرسمي
- شون سميث على موقع ميوزك برينز (الإنجليزية)
- شون سميث على موقع أول ميوزيك (الإنجليزية)
- شون سميث على موقع ديسكوغز (الإنجليزية)